# Metalist Sewastopol
Metalist Sewastopol (ukr. Футбольний клуб «Металіст» Севастополь, Futbolnyj Kłub "Metalist" Sewastopol) – ukraiński klub piłkarski z siedzibą w Sewastopolu.

## Historia
Drużyna piłkarska Metalist Sewastopol została założona w Sewastopolu w 1958 roku i reprezentowała Stocznię Morską (Sudnobudiwnyj Zawod "Metalist"). Zespół występował w rozgrywkach lokalnych. W 1965 i 1966 zdobył mistrzostwo Ukraińskiej SRR spośród drużyn amatorskich. Potem kontynuował występy w rozgrywkach Mistrzostw i Pucharu obwodu krymskiego, dopóki nie został rozwiązany.

## Sukcesy
- mistrz Ukraińskiej SRR spośród drużyn amatorskich:

1965, 1966